# Sipine Hongorin Els
Hongorin Els (Hongorski pesek, mongolsko Хонгорын элс), imenovan tudi Duut Mankhan, je popularno znan kot Pojoči pesek. Leži v narodnem parku Gobi Gurvansajhan v Mongoliji. Peščene sipine se raztezajo na več kot 965 kvadratnih kilometrih površine.

## Lega
Sipine, ki se raztezajo do vznožja visokega gorovja Altaj, ležijo približno 180 kilometrov od Dalanzadgada. Do Bogda v Övörkhangaiju na severu je 130 kilometrov po puščavskih poteh, do Bajanliga na severozahodu v Bajanhongorju pa 215 kilometrov. Skozi puščavo se lahko prevažajo s kombiji.

## Značilnosti
Mongolija ima tri vrste puščav, nekatere pa imajo dovolj trave za pašo živine, vendar ima Hongorin Els na skrajnem jugu puščave Gobi ogromno peščenih sipin – široke 6–12 kilometrov, dolge 100 kilometrov (omenja se tudi 180 kilometrov) in se dvigajo do višine 80 metrov (največja višina do vrha je lahko 300 metrov). Podobne so egiptovskim sipinam. Pesek ima privlačne krivulje, ki se končajo z ostrim robom in na pesku ustvarjajo valovite vzorce. Zaradi vetra nenehno spreminjajo obliko in odbijajo rumeno-bele barve, ko se intenzivnost svetlobe spreminja čez dan.
Ko se pesek premika zaradi vetra ali se zaradi manjših plazov podira, nastane močan zvok, zaradi česar je dobil ime Pojoči pesek. Francoska ekipa je ta pojav pojasnila kot posledica tanke površinske plasti skrilavca nad peščenimi zrni, zaradi česar pesek oddaja resonančen zvok. Zvok pripisujejo tudi vročini, vremenskim razmeram v puščavi in učinku plazov, ki ga povzročajo delci peska, ki se harmonično gibljejo. Ta zvok primerjajo tudi z zvokom, ki ga oddaja letalo med vzletom in pristankom. Njegova dolžina in širina se razlikujeta. Največja od teh sipin je na severozahodnem koncu gorovja.
Severno mejo sipin obdaja majhna reka Hongorin Gol, kjer so opazni zeleni pašniki. Reko napajajo podzemni tokovi iz gora, ki tvorijo njeno dolino. Opažena je paša kamel in konj nomadskega prebivalstva tega območja. Zabeležene divje živali so sokol plenilec, kirgiška sadža (syrrhaptes paradoxus) in vrabec Passer ammodendri ter lisica korzak (Vulpes corsac) ali navadna lisica.